# Наводњавање
Наводњавање представља хидротехничку меру за побољшање физичких особина земљишта додавањем воде, како би се постигла оптимална влага за време вегетације и тако постигао оптималан принос. Наводњавање се спроводи током једног дела вегетације или током целог вегетацијског периода. Вода се користи из водених токова, вештачких језера, извора или из пречишћених отпадних вода. Према начину претварања тока воде у капиларну воду у земљишту, постоје три методе наводњавања: површинско, подземно и кишење (орошавање).

## Системи за наводњавање

### Кап по кап
Систем „кап по кап“ ради по принципу равномерног и спорог наводњавање корена биљака, којим се постиже често наводњавање са малом количином воде и константним нивоом влажности земљишта. Користи се за различите пољопривредне културе, са надземним или подземним развојем инсталације. Подручје натопљено капљачем зависи од протока воде и типа земљишта, односно његове пропусности. Жељена површина натапања регулише се типом капљача и размаком између капаљки. Овај систем има више предности у односу на наводњавање распрскивачима. Вода је ефикасно искоришћена, пошто се додаје само тамо где је потребна, у непосредну близину корена биљке. Нагле промене у влажности ваздуха, немају негативни утицај на биљке. Не залива се околна површина, чиме је смањена могућност појаве корова.
Систем је релативно јефтин и лак за инсталацију, те не захтева посебно одржавање, осим правилног регулисања режима рада и додавање воде.

## Историја
Археолошка истраживања су нашла евиденцију за постојање иригације на местима где природне падавине нису биле довољне за узгајање усева. Иригација на годишњој бази је била практикована у Месопотамијској равни, где су усеви били регуларно наводњавани током узгојне сезоне довођењем воде кроз мрежу малих канала формираних на пољу. Древни Египћани су практиковали сливну иригацију користећи поплаве Нила за поплављивање земљишних парцела које су биле окружене насипима. Поплавна вода се држала све док се плодни седимент не би исталожио и затим би се вишак вратио у водоток. Постоји евиденција да је стари Египатски фараон Аменемхет III из дванаесте династије (око 1800. п. н. е.) користио природно језеро у Фајумској оази као резервоар за чување вишка воде за употребу током сушних сезона. Језеро је пуњено сваке године поплавним водама Нила.
Дравни Нубијци су развили форму иригације користећи уређај сличан воденом точку звани sakia. Са иригацијом се почело у Нубији у периоду између трећег и другог миленијума п. н. е.
У подсахарској Африци иригација је досегла културе и цивилизације региона реке Нигера до првог и другог миленијума п. н. е, и била је базирана на влажним сезонама поплава и сакупљану воде.
Терасна иригација је евидентна у преколумбијској Америци, раној Сирији, Индији и Кини. У Зана долини Анда у Перуу, археолози су нашли остатке три иригациона канала. Они су радиоугљенично датирани на период 4. миленијума п. н. е., 3. миленијума п. н. е. и 9. века. Ови канали су најстарија евиденција примене наводњавања у Новом свету. Трагови канала који вероватно потичу из 5. миленијума п. н. е. су нађени испод канала из 4. миленијума п. н. е. Софистиковану иригацију и системе за чување воде је била развила цивилизација долине Инда у данашњем Пакистану и Северној Индији, укључујући резервоаре код Гирнара из око 3000. п. н. е. и раног иригационог система канала из око 2600. п. н. е. Пољопривреда великих размера је практикована и екстензивна мрежа канала је кориштена за наводњавање.

### Кина
Најстарији познати хидраулички инжињери Кине су били Суеншу Ао (6. век п. н. е.) из периода Прољећа и Јесени и Симен Бао (5. век п. н. е.) из периода зараћених држава, оба од којих су радили на великим иригационим пројектима. У Сичуан региону који је припадао држави Ђин древне Кине, Дуђенгиански иригациони систем који је развио Ђински кинески хидролог и иригациони инжењер Ли Бинг је био изграђен 256. п. н. е. ради наводњавања огромне пољопривредне области, коју овај систем и данас снабдева водом. До 2. века, током династије Хан, Кинези су исто тако користили ланчане пумпе које су подизале воду са нижих елевација на више. Оне су биле покретане мануално ножним педалама, хидрауличким воденичким колима, или ротирајућим механичким точковима које су вукли волови. Вода је кориштена за јавне радове снабдевања водом урбаних стамбених четврти и дворских башти, али највише за наводњавање обрадивог земљишта каналима.

### Кореја
У 15. веку у Кореји је 1441. дошло до изума првог мерача кише на свету, uryanggye (корејски:우량계). Изумитељ је био Жанг Јеонг-сил, корејски инжењер из династије Чосон, под активним надзором краља, Седжона Великог. Ови уређаји су били инсталирани у резервоарима за наводњавање као део националног система за мерење и сакупљање кишнице за пољопривредне сврхе. Помоћу овог инструмента, планери и фармери су могли да боље искористе информације прикупљене у истраживању.

### Северна Америка
Најранији познати пољопривредни систем канала за наводњавање у Сједињеним Државама потиче из периода између 1200. п. н. е. и 800. п. н. е. и откривен је у Марани, Аризона (у близини Тусона) 2009. године. Овај систем иригационих канала предатира Хохокамску културу за две хиљаде година и припадао је једној неидентификованој култури. У Северној Америци, Хохоками су били једина култура за коју је познато да је зависила од иригационих канала за наводњавање својих усева, и њихови иригациони системи су подржавали највећу популацију на југозападу континента до 1300. Хохоками су конструисали асортиман једноставних канала у комбинацији са бранама у различитим пољопривредним потезима. Између 7. и 14. века изградили су и одржавали велике мреже за наводњавање дуж нижег дела реке Сал и средњег дела реке Гил, који су по сложености упоредиви са онима који су кориштени у древним Блиском истоку, Египту и Кини. Они су конструисани коришћењем релативно једноставних алата за ископавање, без коришћења напредних инжењерских технологија, и остваривани су падови од неколико метара по миљи, уравнотежавајући ерозију и силтацију. Хохоками су култивирали низ сорти памука, дувана, кукуруза, пасуља и тикви, а жњали су и асортиман дивљих биљака. У каснијем периоду хронолошке секвенце Хохокама, они су такође користили екстензивне суве узгојне системе, првенствено за узгој агаве за храну и влакна. Њихово ослањање на пољопривредне стратегије засноване на каналима за наводњавање, које су виталне у њиховом мање гостољубивом пустињском окружењу и сушној клими, пружиле су основу за агрегацију руралног становништва у стабилне урбане центре.

## Садашњи степен
Године 2000, 2.788.000 km² (689 милиона ари) плодног земљишта је било опремљено са иригационом инфраструктуром широм света. Око 68% ових површина је у Азији, 17% у Америкама, 9% у Европи, 5% у Африци и 1% у Океанији. Највеће непрекидне области са високом иригационом густином су:
- У северној Индији и Пакистану дуж река Ганга и Инда
- У сливовима река Хајхе, Хуангхе и Јангцекјанг у Кини
- Дуж реке Нил у Египту и Судану
- У сливу река Мисисипи-Мисури, јужним Великим равницама, и деловима Калифорније

Мање иригационе области су присутне у скоро свим насељеним областима света.
Године 2008. је површна наводњаваног земљишта досегла процењени ново од око 3.245.566 km², што је скоро једнако укупној површини Индије.

## Типови иригације
Постоји неколико метода иригације. Они варирају по начину на који се вода испоручује биљкама. Циљ је да се вода примјењује на биљке што је равномерније могуће, тако да свака биљка има потребну количину воде, ни превише ни премало.

### Површинска иригација
Површинска иригација је најстарија форма иригације, која је била кориштена хиљадама година. У површинским иригационим системима, вода се креће преко површине пољопривредног земљишта, да би овлажила и инфилтрирала земљиште. Површинска иригација се може поделити у браздасту, гранично прелазну или сливну иригацију. Она се често назива поплавном иригацијом кад је иригација резултат плављења или блиског плављења обрадивог земљишта. Историјски, то је био најзаступљенији метод наводњавања пољопривредног земљишта и још увек се користи у многим деловима света.
Тамо где то нивои воде из извора наводњавања дозвољавају, нивои се контролишу насипима, обично учвршћеним земљом. Ово се често види на терасастим пиринчаним пољима, где се ова метода користи за поплаву или контролу нивоа воде у сваком одвојеном пољу. У неким случајевима вода се пумпа или подиже људском или животињском снагом до нивоа земље. Ефикасност употребе воде за површинско наводњавање је обично нижа од других облика наводњавања.
Површинска иригација се користи и за наводњавање априлака у појединим областима, на пример, у и ококони Финикса, Аризона. Иригациона област је окружена насипима и вода се испоручује према распореду који је поставио локални округ за наводњавање.

### Микроиригација
Микроиригација, која се понекад назива локализованом иригацијом, иригацијом ниских запремина, или цурећом иригацијом је систем у коме се вода дистрибуира под ниским притиском кроз мрежу цеви, по унапред одређеном редоследу, и примењује у облику малих испуштања за сваку биљку или у њеног близини. У ову категорију иригационих метода спада традиционално наводњавање капањем индивидуалним емитерима, подповршинска капајућа иригација, наводњавање микропрскањем, и наводњавање мини фонтанским уређајем.

#### Наводњавање капањем
Накапљавајућа (или микро) иригација, такође позната као влажећа иригација, функционише као што њено име сугерише. У овом систему вода пада кап по кап непосредно на позицију корена. Вода се испоручује на или у близини зоне корена биљки, кап по кап. Овај метод може да буде најефективнији метод иригације у смислу потрошње воде, ако се коректно спроводи, јер се минимизују евапорација и одливи. Водена ефикасност у пољу при примени наводњавања капањем је типично у опсегу од 80 до 90% кад се адекватно примењује. 
У модерној пољопривреди, наводњавање капањем се често комбинује са пластичним загртањем, чиме се даље редукује евапорација, и исто тако је начин испоруке ђубрива. Тај процес је познат као фертигација.
Дубока перколација, где се вода помера испод зоне корена, може се јавити ако се систем за накапљавање превише дуго користи или ако је брзина испоруке воде превисока. Методе наводњавања капљањем варирају од веома високотехнолошких и рачунарских до ниско технолошких и радно интензивних. Обично су потребни нижи притисци воде него код већине других типова система, са изузетком пивотних система са ниским енергетским центрима и система за површинско наводњавање, а систем може да буде дизајниран за униформну расподелу по читавом пољу или за прецизну испоруку воде до појединачних биљки у пејзажу који садрже мешавину биљних врста. Мада је тешко регулисати притисак на стрмим падинама, доступни су емитери са компензаторима притиска, тако да поље не мора да буде у једном нивоу. Високо технолошка решења укључују прецизно калибрисане емитере лоциране дуж линија цевовода који се распростиру почевши од компјутеризованог сета вентила.

### Наводњавање прскалицом
У „прскаличном” или надземном наводњавању вода се доводи до једне или више централних локација унутар поља и дистрибуира се преко прскалица или пиштоља под високим притиском. Систем који користи прскалице, спрејеве или пиштоље монтиране изнад усева на перманентно инсталираним подизачима се често назива иригационим системом „чврстог сета”. Прскалице под повишеним притиском које ротирају се називају роторима и покрећу се помоћу зупчаника, или импактним механизмом. Ротори могу да буду дизајнирани тако да се покривају цео или део круга. Пиштољи су слични роторима, изузев што они генерално функционишу под веома високим притисцима од 275 до 900 kPa и протоцима од 3 до 76 L/s, обично са млазницама пречника од 10 до 50 mm. Пиштољи се осим иригације имају индустријске примене као што је супресија прашине и сеча дрвета.
Прскалице исто тако могу да буду монтиране на покретним платформама повезаним са извором воде цревом. Аутоматско покретање система на точковима је познато као покретне прскалице и може се користити за наводњавање површина као што су мале фарме, спортска поља, паркови, пашњаци, и гробља. У већини случајева се користи дугачко полиетиленско црево намотано на челичним котурима. Пошто је црево намотано на котур који се покреће водом за наводњавање или малим гасним мотором, прскалица се повлачи дуж поља. Кад прскалица стигне назад, систем се искључује. Овај тип система је познат као покретни иригациони систем „воденог точка” и он се екстензивно користе за супресију прашине, иригацију, распростирање отпадне воде по земљишној површини. 
Други покретни системи користе равно гумено црево које се вуче иза платформе са прскалицама, која се повлачи каблом.

### Часописи
- Irrigation Science, ISSN 1432-1319 (electronic) 0342-7188 (paper), Springer
- Journal of Irrigation and Drainage Engineering, ISSN 0733-9437, ASCE Publications
- Irrigation and Drainage, ISSN 1531-0361, John Wiley & Sons, Ltd.